# حسین سلمان
حسین سلمان (عربی: حسين سلمان مكي؛ زادهٔ ۱۰ دسامبر ۱۹۸۲) بازیکن فوتبال اهل بحرین است.
از باشگاه‌هایی که در آن بازی کرده‌است می‌توان به باشگاه فوتبال الوصل امارات، باشگاه ورزشی الرفاع، و باشگاه ورزشی المحرق اشاره کرد.
وی همچنین در تیم ملی فوتبال بحرین بازی کرده‌است.